# Nedovršene priče
«Nedovršene priče» — музичний альбом гурту Novi fosili. Виданий 1980 року лейблом Jugoton. Загальна тривалість композицій становить 33:24. Альбом відносять до напрямку поп.

## Список пісень
Сторона A
1. «Nikad više staro vino» — 3:24
2. «Tako je malo riječi palo» — 3:23
3. «Šuti, moj dječače plavi» — 3:13
4. «Ti si moja kiša blaga» — 3:28
5. «Li, la, lo» — 3:08

Сторона B
1. «Najdraže moje» — 3:27
2. «Zbogom» — 3:18
3. «Ja nisam taj» — 3:41
4. «Gotovo je s nama» — 3:02
5. «Kraj ljubavi» — 3:20